# Dmitrij Szczerbinin
Dmitrij Nikołajewicz Szczerbinin (ur. 10 września 1989 w Moskwie) – rosyjski siatkarz grający na pozycji środkowego, reprezentant Rosji. 

## Sukcesy klubowe
| Osiągnięcie       | Trofeum               | Sezon/Rok                                                                                                  |
| Puchar Rosji      | złoto                 | 2007, 2021                                                                                                 |
| Mistrzostwo Rosji | złoto · srebro · brąz | 2007/2008, 2019/2020 2010/2011, 2011/2012, 2015/2016, 2016/2017 2009/2010, 2014/2015, 2017/2018, 2020/2021 |
| Superpuchar Rosji | złoto                 | 2008, 2009                                                                                                 |
| Liga Mistrzów     | srebro · brąz         | 2009/2010 2010/2011                                                                                        |
| Puchar CEV        | złoto                 | 2011/2012, 2014/2015                                                                                       |

## Sukcesy reprezentacyjne
| Osiągnięcie                 | Trofeum        | Rok             |
| Mistrzostwa Europy Juniorów | brąz           | 2008            |
| Letnia Uniwersjada          | złoto · srebro | 2009, 2013 2017 |
| Liga Światowa               | złoto · srebro | 2011 2010       |

## Nagrody indywidualne
- 2007: Najlepszy blokujący Mistrzostw Europy Kadetów